# Hill-Rom
Hill-Rom (NYSE:HRC) är en amerikansk medicinteknikkoncern med säte i Batesville, IN, USA. Sedan 2008 äger Hill-Rom det svenska vårdföretaget Liko AB, med huvudkontor i Alvik utanför Luleå. 